# Perwomajske (Mykolajiw)
Perwomajske (ukrainisch Первомайське; russisch Первомайское Perwomaiskoje) ist eine Siedlung städtischen Typs in der ukrainischen Oblast Mykolajiw mit etwa 1200 Einwohnern (2024).
Perwomajske liegt im Rajon Witowka an der Territorialstraße T–15–08 und der Bahnstrecke Mykolajiw–Snihuriwka 41 km östlich vom Oblastzentrum Mykolajiw.
Der Ort wurde 1932 gegründet, im Rahmen der Errichtung einer Zuckerfabrik Anfang der 1960er Jahre großzügig erweitert und erhielt 1965 den Status einer Siedlung städtischen Typs.

## Verwaltungsgliederung
Am 12. Juni 2020 wurde die Siedlung zum Zentrum der neugegründeten Siedlungsgemeinde Perwomajske (ukrainisch Первомайська селищна громада/Perwomajska selyschtschna hromada), zu dieser zählen auch noch die 8 in der untenstehenden Tabelle aufgelistetenen Dörfer sowie die Ansiedlungen Kwitnewe und Sasillja, bis dahin bildete sie zusammen mit den Dorf Nowoseliwka und den Ansiedlungen Kwitnewe und Sasillja die gleichnamige Siedlungsratsgemeinde Perwomajske (Первомайська селищна рада/Perwomajska selyschtschna rada) im Osten des Rajons Witowka.
Am 17. Juli 2020 kam es im Zuge einer großen Rajonsreform zum Anschluss des Rajonsgebietes an den Rajon Mykolajiw.
Folgende Orte sind neben dem Hauptort Perwomajske Teil der Gemeinde:
| Name                     | Name           | Name                             |
| ukrainisch transkribiert | ukrainisch     | russisch                         |
| ------------------------ | -------------- | -------------------------------- |
| Bilosirka                | Білозірка      | Белозёрка (Belosjorka)           |
| Blahodatne               | Благодатне     | Благодатное (Blagodatnoje)       |
| Kostjantyniwka           | Костянтинівка  | Константиновка (Konstantinowka)  |
| Kwitnewe                 | Квітневе       | Квитневое (Kwitnewoje)           |
| Kysseliwka               | Киселівка      | Киселёвка (Kisseljowka)          |
| Maksymiwka               | Максимівка     | Максимовка (Maksimowka)          |
| Nowomykolajiwka          | Новомиколаївка | Новониколаевка (Nowonikolajewka) |
| Nowoseliwka              | Новоселівка    | Новосёловка (Nowosjolowka)       |
| Partysanske              | Партизанське   | Партизанское (Partisanskoje)     |
| Sasillja                 | Засілля        | Заселье (Saselje)                |